# Ruusmetsa järv
Ruusmetsa järv (est. Ruusmetsa järv) – jezioro w gminie Mustjala w prowincji Saare w Estonii. Położone jest na północ od miejscowości Rahtla. Wchodzi w skład rezerwatu Koorunõmme looduskaitseala. Ma powierzchnię 9,2 hektara, linię brzegową o długości 1670 m. Znajduje się na nim dwie wysepki o powierzchni 0,1 ha.
Brzegi jeziora w większości są zarośnięte pasem bagiennych łąk otoczonych lasem sosnowym, tylko od strony wschodniej las dochodzi do brzegów jeziora. Sąsiadują z nim trzy niewielki jeziora Linajärv, Liisagu järv i Rahtla Kivijärv. Na zachód od niego znajduje się jezioro Kooru järv.